# La Septième Compagnie au clair de lune
Pour les articles homonymes, voir 7e compagnie.
Série La Septième Compagnie
On a retrouvé la septième compagnie
(1975)
Pour plus de détails, voir Fiche technique et Distribution.
La Septième Compagnie au clair de lune est une comédie française réalisée par Robert Lamoureux et sortie en 1977.
Il s'agit du dernier volet de la trilogie narrant les aventures de la 7e compagnie de transmissions pendant la seconde guerre mondiale, après Mais où est donc passée la septième compagnie ? (1973) et On a retrouvé la septième compagnie (1975).

## Synopsis
1942, zone occupée. Après avoir été démobilisés, Tassin, Pithivier et le sergent-chef Chaudard s'en sont retournés à leur vie d'avant. Chaudard a repris la direction de sa petite quincaillerie provinciale, entre son épouse, Suzanne, et de très (voire trop) régulières visites de son beau-frère Gaston Gorgeton (Gérard Jugnot) qu'il ne supporte plus. Il entretient également par intérêt de bonnes relations avec Lambert (André Pousse), le chef de la milice locale qui lutte contre les « forces judéo-maçonniques » et recherche le commandant Gilles, l'un des chefs de la Résistance locale. Alors que Chaudard doit recevoir la visite de Tassin et Pithivier, venus passer quelques jours de vacances pour évoquer le bon vieux temps de la 7e compagnie, il est loin de se douter que son beau-frère cache, avec la complicité de Suzanne, le commandant Gilles dans sa cave.
Par hasard, Tassin entend Suzanne et le commandant Gilles échanger des mots de passe et prend cette conversation pour une conversation d'amants. Gilles part faire du repérage à la colline voisine s'entraîner à donner les signaux lumineux pour l'arrivée prochaine d'un avion des forces libres. Peu après, Chaudard emmène ses hommes visiter les collines de son enfance. Un résistant apporte cependant le message que l'opération que le commandant Gilles venait superviser est annulée, et ce dernier décide de partir. Pendant ce temps, Lambert, qui a reçu des informations sur l'opération des résistants, rassemble des soldats sur la colline. Le chef Chaudard et ses hommes retournent à la colline à la tombée de la nuit pour braconner des lapins au collet. Le pilote prend leur lanterne pour le signal des résistants et se pose sur la colline, où Lambert espère prendre Gilles vivant. Le pilote de l'avion croit que Chaudard et ses hommes sont les trois aviateurs anglais qu'il doit évacuer et les couvre pour qu'ils puissent entrer dans l'avion. Le pilote est tué dans un échange de tirs avec les soldats. Tassin, Pithivier et Chaudard poussent l'avion par sa queue pour se protéger. Les soldats allemands qui les poursuivent se prennent les pieds dans les collets à lapin. L'avion dévale la pente et percute la camionnette des soldats.
Les Allemands, qui ont retrouvé les papiers laissés par Chaudard et ses hommes, pénètrent dans la quincaillerie. Gorgeton, prévenu par téléphone, fait échapper Suzanne. Le commandant Gilles découvre dans le journal la photographie des « trois dangereux terroristes » et la nouvelle selon laquelle ils auraient ficelé des Allemands au fil de fer et fait s'écraser en piqué un avion, causant la mort de quinze soldats allemands. Pendant ce temps, des résistants retrouvent les trois pilotes anglais, cachés dans la sacristie d'une chapelle abandonnée. Chaudard et ses hommes, en fuite, se retrouvent dans la même chapelle. Le résistant s'y est rendu à cause du coup d'éclat de Chaudard, à cause de quoi les Allemands fouillent les environs et pourraient découvrir les Anglais avant que l'autre passeur, qui ne devait venir que plus tard, ne se présente. Chaudard et ses hommes parlent avec le résistant qui doit faire passer les pilotes anglais en zone libre, mais ce dernier refuse de s'occuper d'eux, arguant que ses contacts ne s'occupent que de pilotes, en raison des risques élevés.
Les Anglais se débarrassent de leurs uniformes, Chaudard et ses hommes les récupèrent, se déguisent et attendent le second passeur, avec lequel ils se dirigent vers la zone libre. Mais le passeur découvre qu'il s'agit d'une imposture et les abandonne au milieu de la forêt. Chaudard et ses hommes tentent de traverser le fleuve qui les sépare de la zone libre mais échouent. Chaudard veut rentrer chez lui s'occuper de sa femme, mais Pithivier et Tassin l'en dissuadent, lui révélant les mots doux que Tassin a cru entendre échanger entre sa femme et un amant dans le cellier. Ils se cachent dans un lavoir au bord du fleuve, où le commandant Gilles venait récupérer un paquet de la Résistance. Gilles prend les trois héros pour les chefs du réseau de résistance Attila. Chaudard frappe Gilles, croyant avoir affaire à l'amant de sa femme, mais après explication, Gilles cache les trois chez un médecin de village. Ce dernier, également impressionné par leurs faits d'armes publiés dans le journal, leur propose de dérober des documents et tampons à la Kommandantur pour pouvoir confectionner de faux documents.
Le mécanicien qui prépare leur voiture pour cette opération confie au médecin deux autres fugitifs, qui ne sont autres que Gorgeton et Suzanne. Cette dernière appelle Chaudard « Attila ». L'opération à la Kommandantur tourne court, car Lambert reconnaît immédiatement les trois fugitifs. Après une course-poursuite, Chaudard et ses hommes se cachent dans une sablière. Lambert, qui essaie de les arrêter, est enseveli sous du sable par accident et les trois hommes peuvent s'échapper sur une barque.
De l'autre côté, au quai de l'embouchure du fleuve, ils tentent sans succès de s'introduire dans la ville. Ils s'enfuient sur un bateau de pêche, le Colibri, dans l'intention de se rendre en Angleterre. Chaudard, qui a le mal de mer et ne contrôle pas ses mouvements, relâche par inadvertance les filets du bateau en pleine mer. Des mines posées par les Allemands se prennent dans les filets. Chaudard, qui pilote temporairement le navire mais ne tient pas la barre correctement, laisse celui-ci faire demi-tour alors que la boussole cassée ne leur indique pas l'erreur. Les trois hommes continuent leur périple et sont heureux de voir l'Angleterre au loin, mais se rendent vite compte qu'ils sont revenus au même endroit. Lambert, qui a survécu au sable, s'embarque sur une navette rapide allemande, allant à la poursuite des trois hommes. Le commandant Gilles, qui suit les événements depuis la falaise, voit le Colibri revenir, tractant dans ses filets des mines, et suppose qu'ils sont revenus poser des mines dans cette zone. À ce moment, le bateau des poursuivants allemands et de Lambert coule après avoir explosé sur une mine charriée par les filets, alors que ce dernier repart pour l'Angleterre. Le commandant Gilles est confiant dans le fait que les Anglais feront tout leur possible pour que Suzanne puisse passer en Angleterre et retrouver son héros de mari. Gorgeton est ému de l'héroïsme des trois guerriers.

## Fiche technique
- Réalisation : Robert Lamoureux, assisté de Daniel Janneau
- Scénario : Robert Lamoureux, Jean-Marie Poiré
- Dialogues : Jean-Marie Poiré
- Musique : Henri Bourtayre
- Décors : Pierre Cadiou
- Images : Marcel Grignon
- Montage : Albert Jurgenson
- Effets spéciaux : Jacques Martin
- Bruitages : Daniel Couteau
- Générique : Eurocitel
- Producteur délégué : Alain Poiré
- Production : Gaumont International
- Langue : français
- Durée : 75 minutes
- Genre : comédie
- Date de sortie[1] : 7 décembre 1977 ( France)

## Distribution
- Jean Lefebvre : Pithivier
- Pierre Mondy : Paul Chaudard
- Henri Guybet : Tassin
- Patricia Karim : Suzanne Chaudard, épouse de Paul
- Gérard Hérold : le commandant Gilles
- Gérard Jugnot : Gaston Gorgeton, beau-frère de Paul
- Jean Carmet : M. Albert, le passeur
- André Pousse : Lambert, chef de la milice locale
- Jean-François Dérec : Francis, milicien
- Francis Lemaire : M. Henri
- Konrad von Bork : le colonel SS
- Michel Berto
- Alain Chevallier
- Jean-Louis Le Goff : le tenancier du bistrot
- Gérard Lemaire
- Yves Peneau : le docteur Léon
- Jean-Jacques Steen
- André Penvern
- Rachel Cathoud : la vendeuse de la mercerie
- Herbert Fiala
- François Germain
- Pol Le Guen
- Philippe Le Mire
- Roland Neunreuther
- Alec Sabin
- Valérie de Tilbourg : l’assistante du Dr Léon

## Accueil

### Box-office
Le film se classe 12e au box-office français pour l'année 1977 avec 1 792 134 entrées, loin du carton des deux autres films de la trilogie qui ont fait chacun près de 4 millions d'entrées.

## Autour du film

### Différences avec les deux premiers épisodes
Le premier film de la trilogie se conclut en deux temps, d'abord avec l'évasion de la 7e compagnie dans la forêt, puis avec un épilogue se déroulant lors du débarquement de Normandie en juin 1944. Les deux opus suivant viennent s'insérer entre ces deux scènes. Alors que le second volet se place dans une continuité directe du premier, conservant la même unité de temps, de lieu et d'action, le dernier film marque une rupture et se présente plutôt comme un prélude à l'épilogue. L'histoire n'a plus pour toile de fond l'armée française pendant la débâcle de 1940 mais la France occupée en 1942 et les prémices de la résistance. Seuls les trois personnages principaux (Chaudard, Tassin et Pithiviers) subsistent, démobilisés et rendus à la vie civile. Tous les personnages secondaires des deux premiers films, notamment le lieutenant Duvauchel (Érik Colin), le capitaine Dumont (Pierre Tornade) et le colonel Blanchet (Robert Lamoureux), n'apparaissent plus et sont remplacés par de nouveaux personnages. 
Possiblement du fait de cette rupture dans l'action, quelques incohérences se glissent entre les deux premiers volets et le troisième, notamment autour du personnage du sergent-chef Chaudard :
- alors que Chaudard se prénomme Louis dans les premiers films, on peut voir sur la devanture de sa quincaillerie qu'il s'appelle désormais Paul ;
- de la même manière, Mme Chaudard apparaît dans le dernier film sous le prénom de Suzanne alors qu'elle était évoquée dans le premier sous celui de Paulette ;
- Chaudard explique dans le premier volet être gérant d'une quincaillerie « à Vesoul », alors que de multiples éléments du dernier film (le journal, les sablières, la fuite en bateau vers l'Angleterre…) indiquent clairement que le fameux magasin se situe dans une ville aux abords de la Loire, à proximité de l'embouchure, donc bien loin de la Haute-Saône.

Par ailleurs un même acteur, Konrad von Bork, joue deux rôles différents entre le premier et le troisième film : de commandant dans la Wehrmacht dans Mais où est donc passée la septième compagnie ?, il est devenu colonel dans la SS dans La septième compagnie au clair de lune.

### Lieux de tournage

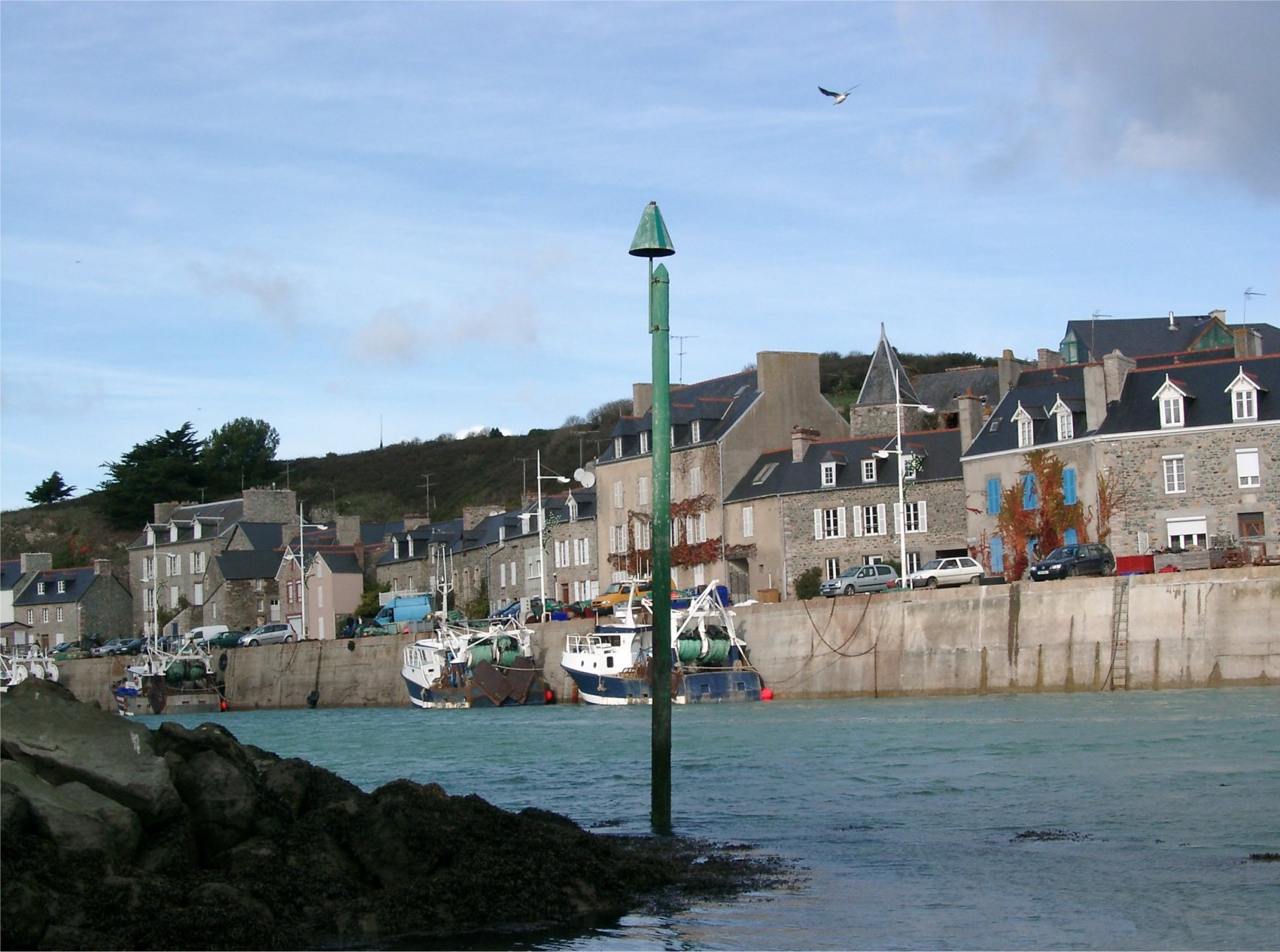
Le port de Dahouët.

- La Kommandantur est l'hôtel de ville de Maule, dans les Yvelines.
- La scène de la sablière est tournée avec le concours de la Compagnie des sablières de la Seine.
- La séquence en Bretagne est tournée dans le port de Dahouët, quai des Terre-Neuvas à Pléneuf-Val-André.
- Plusieurs scènes ont été tournées à Brie-Comte-Robert, où est situé le magasin qui figure la quincaillerie.

### Anecdotes
La traversée du fleuve en barque laisse apercevoir à un moment la palme du plongeur qui la pousse de l'autre côté, alors que c'est Chaudard qui est à la manœuvre de la gaffe.
Une scène est demeurée célèbre en raison de ses conditions de tournage : celle de la gifle que donne le chef de la milice à l'un de ses hommes, dans un bureau de la Kommandantur. Il fallut en effet refaire la prise une bonne dizaine de fois. Excédé, André Pousse finit par gifler réellement Jean-François Dérec, qui ne s'y attendait absolument pas. Cette dernière prise était tellement criante de vérité qu'elle fut retenue pour le montage du film.
Gérard Jugnot a dit garder un mauvais souvenir du tournage, notamment en raison de sa mésentente avec Robert Lamoureux. En effet celui-ci fut tellement exigeant que l'acteur eut de plus en plus de mal à assurer son jeu. En fin de compte, il lui a fallu une quarantaine de prises pour réussir ses scènes. Il en fut de même pour Jean Carmet avec quarante-cinq prises.

### Anachronismes
L'histoire se passe en 1942 en zone occupée.
- La milice est créée le 30 janvier 1943. Il est donc impossible que des miliciens aient leur bureau à la Kommandantur.
- Le bateau de pêche est équipé d'un moteur Baudouin DK, or ce type de moteur n'est commercialisé qu'à partir de 1949.
- Le tableau électrique du bateau à la fin est un modèle des années 1970.
- Quand Gaston Gorgeton accompagne le commandant Gilles en camion, celui-ci s'arrête devant une devanture de dépôt Primagaz. Au-dessus se trouve une enseigne Nicoll ; or cette société a été fondée en 1956.
- La marque des petits pois au début du film est Saint Éloi, marque du groupe Intermarché créée dans les années 1970.